# Auguste Baud-Bovy

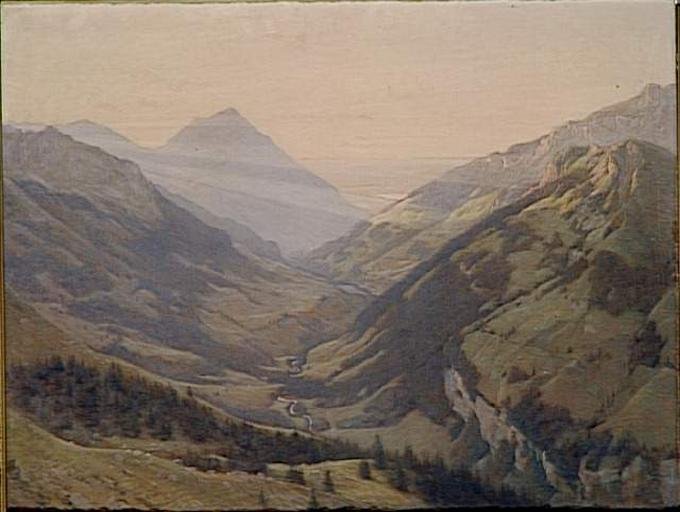
Ende des Tages (1895), Musée d’Orsay

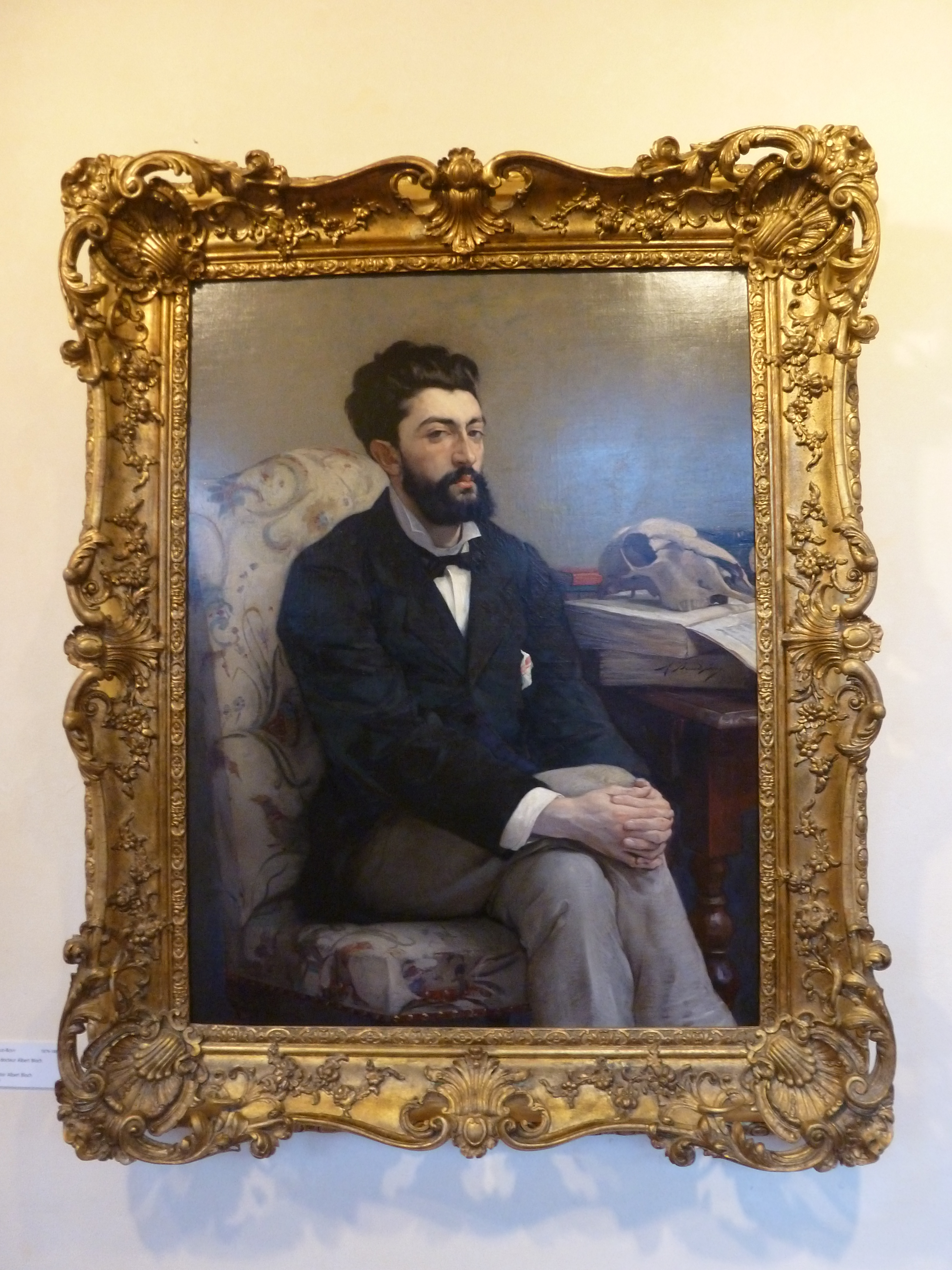
Bildnis Doktor Albert Bloch (1879–80), Schloss Greyerz

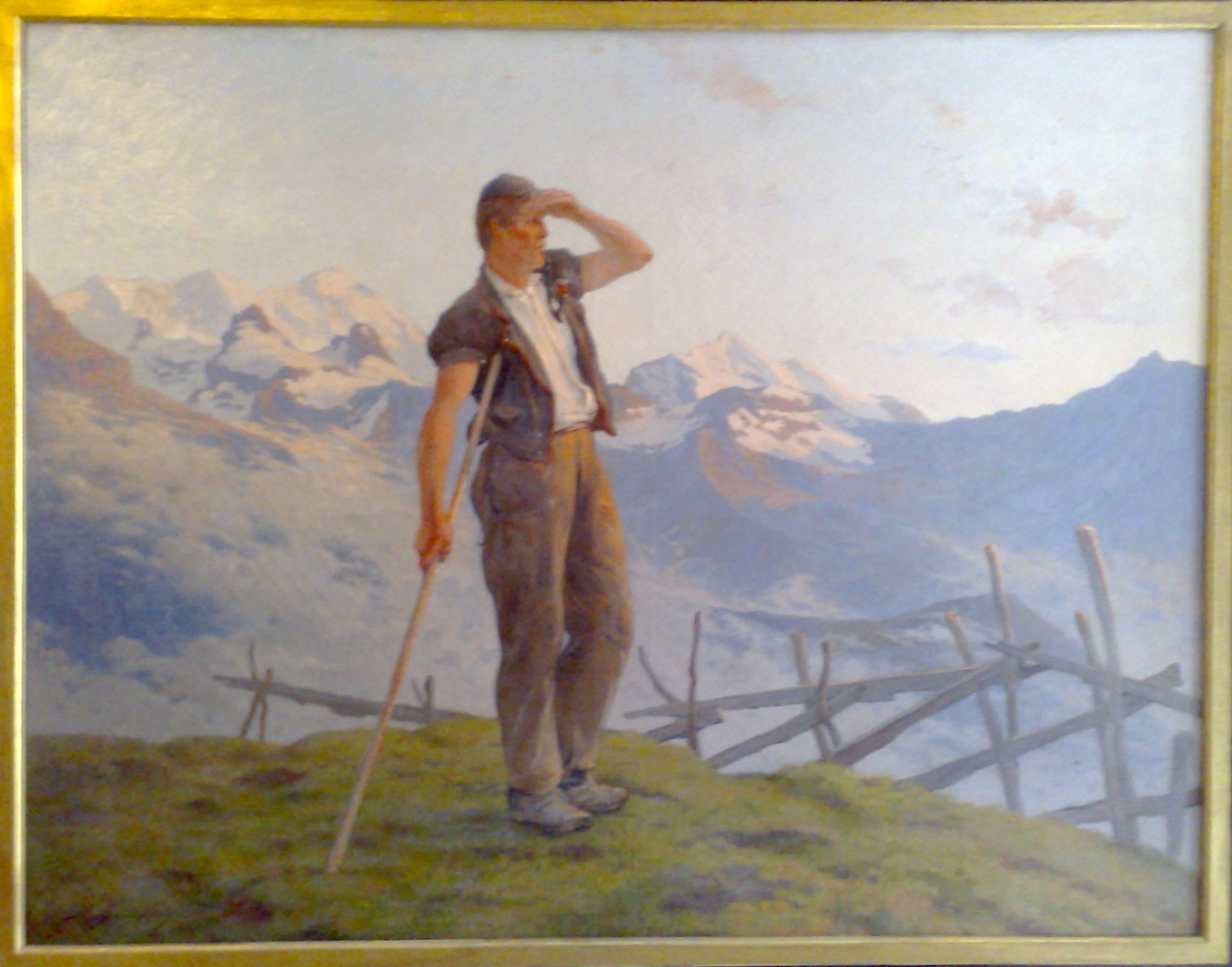
Hirte, den Horizont betrachtend (1879), Schloss Greyerz

Auguste Baud-Bovy (* 13. Februar 1848 in Genf; † 3. Juni 1899 in Davos) war ein Schweizer Maler.

## Leben
Auguste Baud-Bovy wuchs in Genf als Sohn von Henri-Georges Baud und der Französin Augusta Dutertre auf. Der Vater betrieb ein eigenes Juweliergeschäft.
Von 1864 bis 1867 war Baud-Bovy an der Genfer Kunstschule (École des Beaux-Arts) ein Schüler von Barthélémy Menn, mit dem er an der künstlerischen Ausmalung des Schlosses Greyerz arbeitete. Das Schloss diente der Familie Bovy auch als Künstlerkolonie.
1868 heiratete er die Emailmalerin Zoé Bovy, mit ihr hatte er die Söhne Daniel und Valentin. Fortan signierte er seine Arbeiten mit dem Allianznamen Baud-Bovy und erlernte zur finanziellen Absicherung auch das Handwerk der Emailmalerei. Von 1870 bis 1880 war Baud-Bovy Professor an den Écoles municipales d’art in Genf, wo er das Figurenzeichnen unterrichtete.
Ab 1873 unterhielt er freundschaftliche Beziehungen mit Flüchtlingen der Pariser Kommune in Genf, dazu zählten Henri Rochefort, Paul Pia oder die Anarchisten Élisée und Élie Reclus. Mit einem von seinem Vater entwendeten Reisepass ermöglichte er Gustave Courbet die Einreise in die Schweiz. 1880 reiste Baud-Bovy nach Madrid und Sevilla, um die Werke u. a. von Francisco de Goya und Diego Velázquez zu studieren. Auf dieser Reise entstanden auch viele Skizzen.
Nach seiner Rückkehr nach Genf kündigte er seine Anstellung als Lehrer und reiste mit seiner Familie 1882 nach Paris, wo er bis 1888 lebte. In Paris konnte Baud-Bovy regelmässig am Salon ausstellen. Erstmals 1885 und dauerhaft ab 1888 wohnte er danach in einem Chalet in Aeschi bei Spiez und befreundete sich mit dem Landschaftsmaler Eduard Bühler (1853–1912).

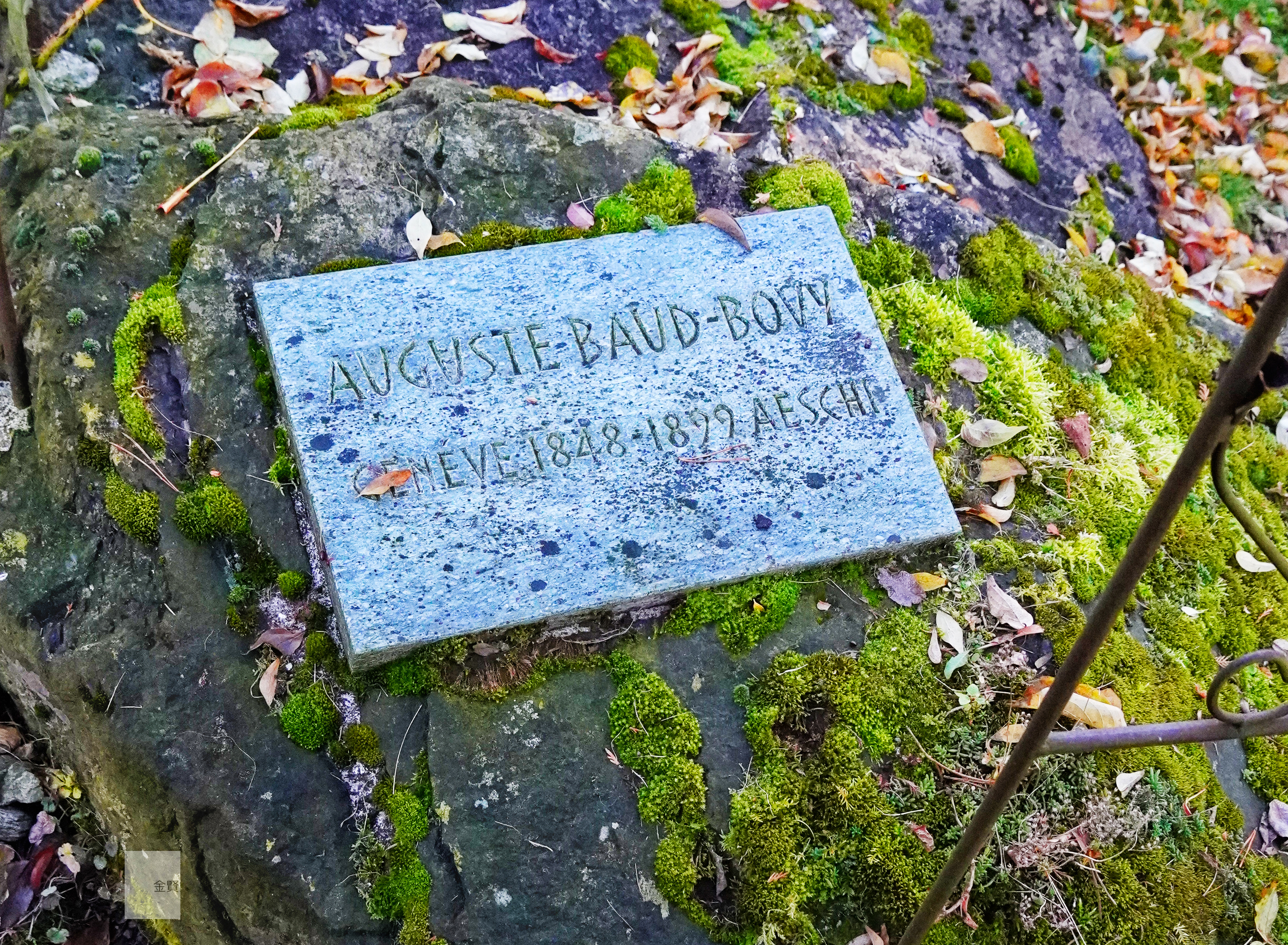
Grabstein von Auguste Baud-Bovy in Aeschi bei Spiez

1891 entstand das bei der Weltausstellung in Chicago 1893 gezeigte Gemälde Panorama des Alpes bernoises, das heute verschollen ist.
Seine Arbeiten standen unter dem Einfluss von Gustave Courbet, später von Camille Corot. 1893 wurde er durch die Fürsprache von Pierre Puvis de Chavannes und Auguste Rodin mit dem Orden der französischen Ehrenlegion ausgezeichnet. 1896 waren einige seiner Bilder bei der Schweizerischen Landesausstellung in Genf zu sehen. 1897 zeigte die Galerie von Paul Durand-Ruel in Paris seine Werke in einer Einzelausstellung.
Nach einem einjährigen Aufenthalt in Antibes 1898 reiste er zurück in die Schweiz.
Auguste Baud-Bovy starb 1899 im Luftkurort Davos an Tuberkulose. Sein Grab befindet sich im Friedhof Aeschi bei Spiez.

## Werke (Auswahl)
- Kind an der Spielzeugtruhe (1877), Museum Oskar Reinhart, Winterthur
- Die Salzverteilung (1887), Kunstmuseum Winterthur
- Das Dorf Aeschi (1890), Gemeindeverwaltung, Aeschi
- Der Berg (der Niesen vom Suldtal aus) (1895), Musée d’art et d’histoire, Genf
- Béatitude, Thunersee von Krattigen aus (1896), Gemeindeverwaltung, Aeschi
- Die Wilde Frau von der Bundalp aus, Kunstmuseum Basel